# Henry Heerup
Henry Heerup, född 4 november 1907 i Köpenhamn, död 30 maj 1993 på samma plats, var en dansk skulptör, målare och grafiker.

## Biografi
Henry Heerup studerade måleri för Aksel Jørgensen och Einar Nielsen på Det Kongelige Danske Kunstakademi. Han studerade där också skulptur under Einar Utzon-Frank. Under 1930-talet utvecklade han sina skrotskulpturer och 1940 blev han medlem av Corner och Höst och gjorde utställningar tillsammans med dessa.
Henry Heerup var en uppskattad konstnär med en överdådig fantasi i sina verk. Inspirerad av romansk stenskulptur och primitiv konst framställde han människor, djur och växter i en personlig, naiv stil med enkla och blockartade former. Budskapet i hans verk tog ofta sin utgångspunkt i egna erfarenheter.
Tomten är en av de självbiografiska roller som Henry Heerup föredrar. I målningen Årstider kommer en tomte cyklande med en katt i cykelkorgen. Både cykel och katter kommer från hans egen vardag och blev symboler för ett självbiografiskt innehåll.
Henry Heerup blev 1949 medlem i konstnärsgruppen COBRA och deltog i några av deras utställningar. Han fick internationellt erkännande och hade utställningar i både Europa och Nordamerika. Han har också illustrerat flera böcker, bland andra Ordspråksboken, Bilden i boken och Kul i Danmark.
Han blev Riddare av Dannebrogen 1968 och har tilldelats både Eckersbergmedaljen och Thorvaldsenmedaljen. Han ligger begravd i Nørrebro i Köpenhamn. Heerup är representerad vid bland annat Göteborgs konstmuseum och Nationalmuseum i Stockholm.

Efter Heerups död donerades hans änka alla osålda verk till Rødovre kommun. De visas i ett museum som kommunen har uppfört 

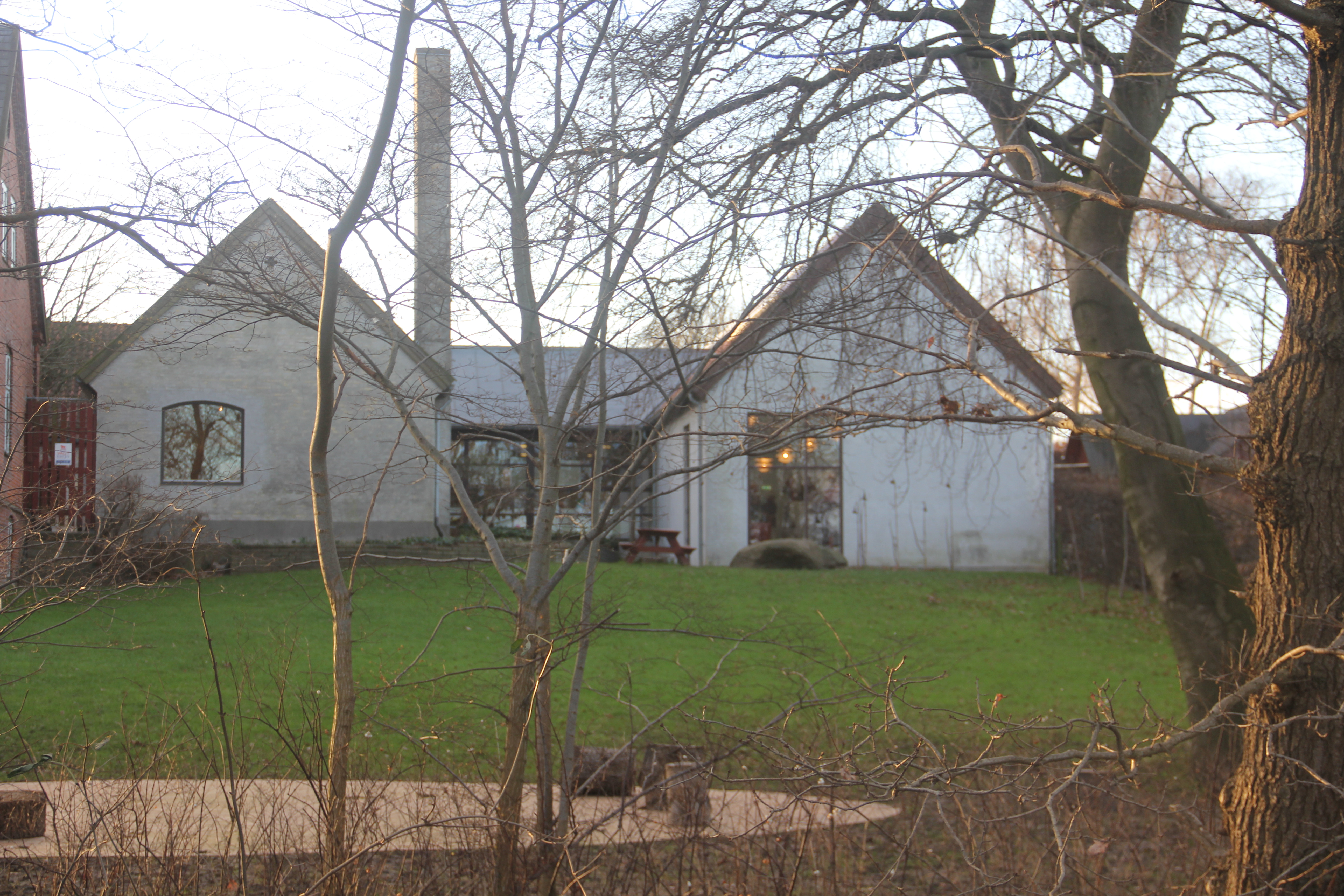
Heerup Museum.

## Utmärkelser
- Eckersbergmedaljen,  1958[4]
- Thorvaldsenmedaljen,  1967[4]
- Riddare av Dannebrogorden,  1968[4]
- Prins Eugen-medaljen,  1971[4]
- LO:s kulturpris,  1984[4]

[Redigera Wikidata]